# KGP-9
KGP-9 — угорський пістолет-кулемет, розроблений в КБ Fegyver és Gázkészülékgyár (FEG). Вперше представлений в 1993 році на виставці військових та поліцейських C + D в Будапешті. У 2000 році почалось серійне виробництво KGP-9. Пістолет-кулемет находиться на озброєнні угорської поліції.

## Опис
KGP-9 працює за принципом вільного затвора. Замок телескопічний, передня частина затвора набігає на задню частину ствола. KGP-9 стріляє із закритого затвора. Вогонь ведеться одиночними пострілами і чергами. Взводна рукоятка розташована у верхній лівій частині затвора. Приціл має два положення: на 75 і 150 м. За формою нагадує приціл у АК. Цівка і пістолетна рукоятка виготовлені з пластику. Приклад Т-подібний, що складається на праву сторону зброї.